# Nucleófugo
En química orgánica, un nucleófugo es un grupo saliente que retiene el par electrónico libre de su enlace anterior con otra especie. Por ejemplo, en el mecanismo SN2, un nucleófilo ataca un compuesto orgánico conteniendo al nucleófugo (el grupo bromo), que simultáneamente rompe el enlace con el nucleófugo.
Después de una reacción, los nucleófugos pueden contener una carga negativa o neutra; esto es regido por la naturaleza de la reacción específica.
La palabra 'nucleófugo' es de uso común en literatura antigua, pero su uso es cada vez más raro en la literatura moderna.